# Compsophorus rubricatus
Compsophorus rubricatus là một loài tò vò trong họ Ichneumonidae.